# Zamasu
Zamasu (ザマス; Hepburn: Zamasu, ’Black Goku’) egy kitalált szereplő, az egyik fő gonosztevő a Dragon Ball Super anime- és mangasorozatban.

## Eredet
Zamasu az Öreg Kaioshin tanítványa a 10-es univerzumból. Az eredeti idővonalon Zamasu ellopta Son Goku testét a kristálygömbök segítségével. Az a terve, hogy elérje a legfelsőbb hatalmat és kiirtson minden halandó lényt. Tervének megvalósítása érdekében egyesíti erőit jövőbeli énjével.

## Megjelenés
Zamasut zöld bőrű, szürke szemű, fehér hajú humanoidként ábrázolják. Jobb mutatóujján időgyűrűt is visel, amely lehetővé teszi számára, hogy utazhasson a különböző idővonalak között időgép nélkül.

## Képességek
- Bukujutsu
- Ki-érzékelés/rejtés
- Ki-lövések
- Shunkan Ido
- Black Kamehameha

## Fordítás
Ez a szócikk részben vagy egészben  a   Zamasu című angol Wikipédia-szócikk fordításán alapul.  Az eredeti cikk szerkesztőit annak laptörténete sorolja fel. Ez a jelzés csupán a megfogalmazás eredetét és a szerzői jogokat jelzi, nem szolgál a cikkben szereplő információk forrásmegjelöléseként.